# Bygland
Bygland – norweskie miasto i gmina w regionie Agder.
Bygland jest 68. norweską gminą pod względem powierzchni.

## Demografia
Według danych z roku 2005 gminę zamieszkuje 1327 osób. Gęstość zaludnienia wynosi 1 os./km². Pod względem zaludnienia Bygland zajmuje 384. miejsce wśród norweskich gmin.
| ludność stan na 1 stycznia 2005 |         |           |       |
|                                 | kobiety | mężczyźni | razem |
| osób                            | 677     | 650       | 1327  |
| %                               | 51,02%  | 48,98%    | 100%  |

| wykształcenie stan na 1 października 2004 |            |         |        |          |
|                                           | podstawowe | średnie | wyższe | nieznane |
| osób                                      | 183        | 622     | 214    | 53       |
| %                                         | 17,07%     | 58,02%  | 19,96% | 4,94%    |

## Edukacja
Według danych z 1 października 2004:
- liczba szkół podstawowych (norw. grunnskolar): 2
- liczba uczniów szkół podst.: 201

## Władze gminy
Według danych na rok 2011 administratorem gminy (norw. rådmann) jest Trine Grønbech, natomiast burmistrzem (norw. ordfører, d. borgermester) Knut A. Austad.